# Колонешти (Бакау)
Колонешти (рум. Coloneşti) насеље је у Румунији у округу Бакау у општини Колонешти. Oпштина се налази на надморској висини од 332 m.

## Становништво
Према подацима из 2002. године у насељу је живело 2176 становника, од којих су сви румунске националности.

### Хронологија
| Година       | 1992 | 1993 | 1994 | 1995 | 1996 | 1997 | 1998 | 1999 | 2000 | 2001 | 2002 | 2003 | 2004 | 2005 | 2006 | 2007 | 2008 | 2009 | 2010 | 2011 | 2012 | 2013 | 2014 | 2015 | 2016 | 2017 |
| ------------ | ---- | ---- | ---- | ---- | ---- | ---- | ---- | ---- | ---- | ---- | ---- | ---- | ---- | ---- | ---- | ---- | ---- | ---- | ---- | ---- | ---- | ---- | ---- | ---- | ---- | ---- |
| Становништво | 2356 | 2335 | 2331 | 2354 | 2316 | 2298 | 2332 | 2331 | 2343 | 2367 | 2341 | 2331 | 2333 | 2356 | 2344 | 2351 | 2383 | 2364 | 2357 | 2324 | 2301 | 2290 | 2275 | 2304 | 2296 | 2318 |